# U-59 (1939)
U-59 — малая немецкая подводная лодка типа II-C для прибрежных вод, времён Второй мировой войны. Заводской номер 257.
Введена в строй 4 марта 1939 года, приписана к 5-й флотилии, с 1 января 1940 входила в 1-ю флотилию, с 1 января 1941 года входила в 22-ю флотилию, с 1 июля 1944 года входила в 19-ю флотилию. Совершила 13 боевых походов, потопила 17 судов (34 130 брт), 2 вспомогательных судна (864 брт) и повредила 2 судна (12 952 брт). 3 мая 1945 года затоплена экипажем в порту города Киль.